# Вьеццер, Мансуэто
Мансуэто Вьеццер (итал. Mansueto Viezzer; 5 февраля 1925, Фарра-ди-Солиго, Королевство Италия — 22 февраля 2009, Пьеве-ди-Солиго, Италия) — итальянский композитор, музыкальный педагог, хормейстер и священник.

## Биография
Родился в Фарра-ди-Солиго 5 февраля 1925 года. По окончании епископской семинарии в Витторио-Венето, где изучал философию и теологию, в 1950 году был рукоположён в священники. С 1944 года занимался музыкой. Обучался истории музыки и григорианскому хоралу у Луиджи Мантегани, игре на фортепиано у Луиджи Павана, гармонии у Габриэле Бьянки, контрапункту у Дино Кольтрео, композиции у Вольфанго Далла Веккиа. Завершил музыкальное образование, окончив в 1958 году консерваторию в Удине по классу фортепиано и в 1964 году консерваторию имени Бенедетто Марчелло в Венеции по классу композиции.
С 1970 по 1977 год преподавал гармонию и контрапункт в консерватории в Виченце, а с 1980 по 1983 год — композицию, гармонию и контрапункт в консерватории в Ферраре. Те же дисциплины в звании профессора он преподавал в консерватории в Венеции с 1977 по 1980 и с 1984 по 1995 годы.
Руководил хоровым коллективом Сан-Галло-ди-Солиго и служил капелланом в больнице в Пьеве-ди-Солиго с 1960 по 1980 год. С 1980 года до самой смерти служил капелланом в Доме для престарелых в этом же городке, в котором скончался от сердечного приступа в воскресенье 22 февраля 2009 года.
Вдохновлялся библейскими и литургическими сюжетами. Автор ряда произведений камерной и духовной музыки, симфонических и хоровых сочинений. Известными сочинениями композитора являются сакральная оратория «Максимилиан Кольбе. Жизнь, смерть и прославление» (итал. Massimiliano Kolbe. Vita, morte e glorificazione, 1986) и светская оратория «Музыка и поэзия для Тоти» (итал. Musica e poesia per la Toti, 2000), написанная к двадцатипятилетию со дня смерти сопрано Тоти даль Монте на слова Андреа Дзандзотто. За два дня до смерти композитор закончил своё последнее сочинение «Славься Царица» (итал. Salve Regina). В 1966 году был удостоен премии имени Ольги Бруннер Леви в Венеции, а в 1969 году премии имени Франко Микеле Наполитано в Неаполе.

## Аудиозаписи
- Mansueto Viezzer. «Passio Domini nostri Jesu Christi» (op. 100) — Мансуэто Вьеццер. «Страсти Господа нашего Иисуса Христа» (опус 100). Оратория в 7 частях для соло, хора и оркестра (1982); телевизионная запись в соборе Пьеве-ди-Солиго 21 мая 2007 года.